# 凡托福站
凡托福站（Fantoft haldeplass）是卑爾根輕鐵1號線的車站。位於奧爾城鎮的凡托福學生住宅群內，也是少數完全不途經任何主要馬路的輕鐵站。
列車從「施納塔伯斯隧道」（Slettebakkstunnelen）駛出進入住宅群，再左轉90度，橫越凡托福馬路（Fantoftvegen）的分支路後設站，然後隨即再駛入「凡托福隧道」（Fantofttunnelen）前往下一站。
由於凡托福學生住宅群是不少在卑爾根讀書的留學生或當地大學生的居所，因此客量十分高，特別是晚間時段。

## 車站構造

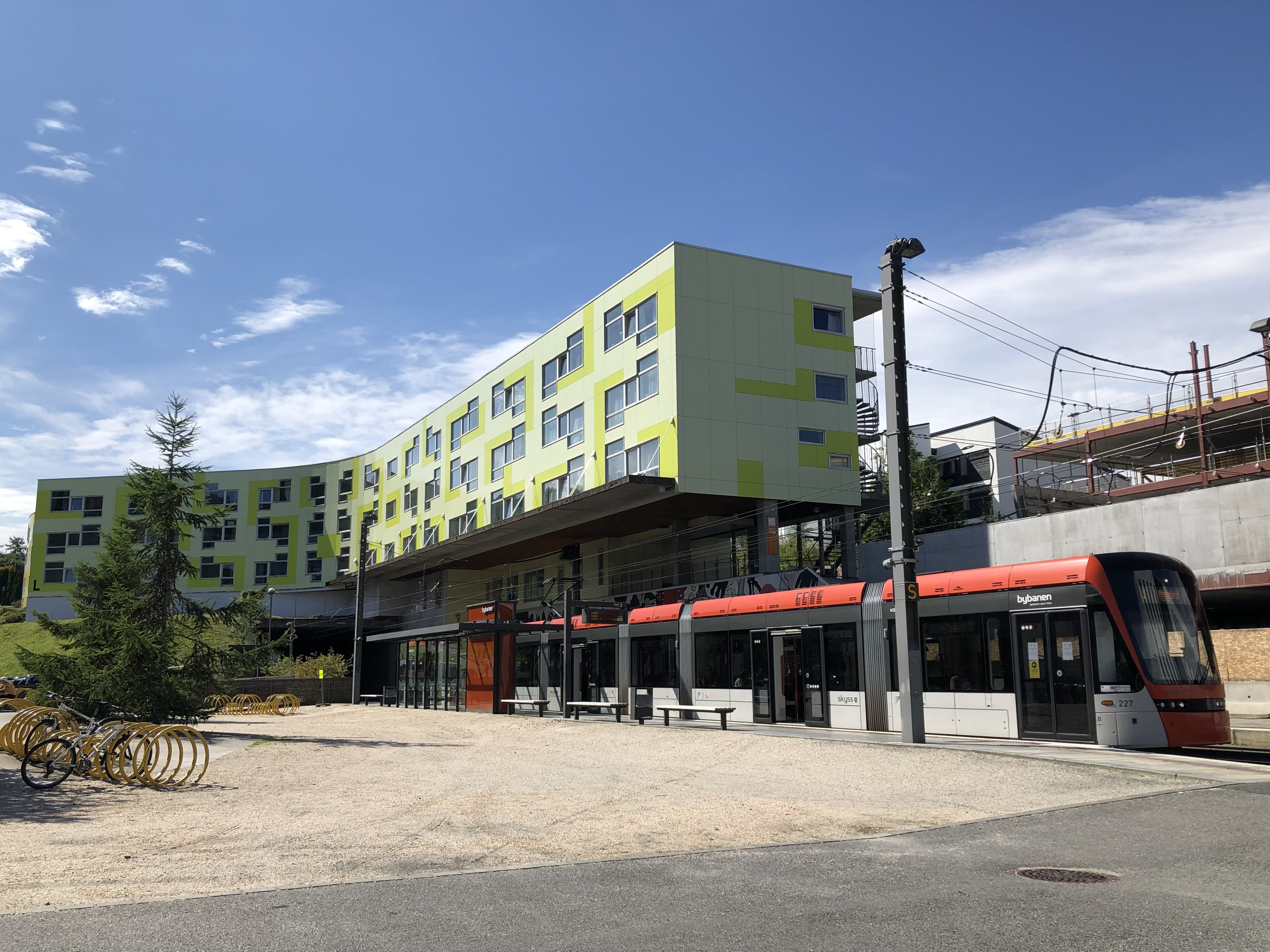
其中一座學生樓建於輕鐵隧道之上，亦靠近列車後方的1號月台，右方為仍未興建完成的新大廈。（2020年8月）

採用標準的側式月台兩座，全長為約50米，全以右側上落。本站沿用開站時以路軌編號作為月台編號，1號月台與其中兩座建築物並列，前端月台由於被其中一座建築物的樓底所惠及，而成為額外設有上蓋；2號月台側旁為公共休憇處。每個月台中央部份為有蓋候車亭，設有多功能售票機、LED屏幕顯示屏及一張候車座椅，前後端大都為露天部份，同樣設有多張候車座椅及垃圾桶。
| 月台 | 路線    | 目的地         |
| ---- | ------- | -------------- |
| 1    | 1 1號線 | 卑爾根機場方向 |
| 2    | 1 1號線 | 城市公園方向   |

## 車站藝術
位於1號月台、屬於其中一座大樓的牆壁上，有一幅壁畫「畢宿五」（Aldebaran），此作品本來並不是屬於卑爾根輕鐵所提倡或資助的車站藝術作品，不過由於卑爾根市議會內的藝術顧問認為此處可以作為展示藝術的地方，因而納入作為車站藝術之一。作品由Maria Sundby所繪畫，擁有權歸卑爾根市政府。
採用「畢宿五」為標題，是因為其字「Aldebaran」本身有「追隨者」的意思，剛好凡托福站屬於擁有來自不同地方的學生前來求學在此居住，加上卑爾根輕鐵常以「在輕鐵內相遇」作為其中一個宣傳策略，所以被納入成為車站藝術之一。

## 其他
耶穌基督後期聖徒教會位於卑爾根聚會所也是位於本站附近，步行離只需要5分鐘。

## 相鄰車站
卑爾根輕鐵
-   1   1號線

施納塔伯根 - 賀柏 -樂園

## 外部連結
- 卑爾根輕鐵凡托福站電子時間表 （页面存档备份，存于）